# アンスリューム
アンスリュームは、日本の女性アイドルグループ。ポリム所属。所属レーベルはrockfield。略称は「アンス」

## 概要
2019年3月17日に新宿RUIDO K4にてデビュー。「興奮と昂揚をアナタに。」をコンセプトとし、幅広い楽曲と個性的なメンバーが創りあげるアイドルグループである。

## 来歴

### 2019年
- 3月3日 - 白金高輪SELENEb2において行われた「DDD ~Discovery iDol Depot~」においてプレお披露目。[2]
- 3月17日 - デビューワンマンライブを新宿RUIDO K4において開催しデビュー。[3]
- 4月24日 - 渋谷club asiaにて行われた『SHIBUだんじょん！』にて、黒木いろとちぎらによる派生ユニット「いろ&ちぎらfromアンスリューム」をお披露目。[4]
- 4月27日 - 渋谷TAKE OFF7において行われた『ROAD TO @JAM EXPO LIVE』に出演。ファン投票の結果、決勝進出とはならず敗退。[5]
- 10月13日 - 1stワンマンライブ「強欲なアンスリューム」を代官山UNITにおいて開催。[6]
- 12月24日 - raymay・マリオネッ。の運営チームとの共同プロジェクトとして「レリムアンドデンジャラーズ」を発表[7]

### 2020年
- 3月19日 - 月埜ヒスイが『週刊ヤングジャンプ』誌面において初グラビアを披露。[8]
- 3月26日 - 新型コロナウイルス感染拡大防止に伴う東京都のライブハウス活動自粛要請のため、3月28日に開催を予定していた1周年記念ワンマンライブ『アンスだョ！全員集合』の中止を発表。[9]その後も感染拡大防止の観点から、7月15日まで有観客によるライブイベントの開催・出演を自粛。
- 3月28日 -メッセージ付オリジナル写真販売サイト「ONLYFIVE」に参加。[10]
- 7月16日 - 白金高輪SELENEb2において行われた「アンスリューム17th定期公演」において、4ヶ月ぶりに有観客ライブを再開。[11]
- 7月22日 - MARQUEE vol.139より天神・大天使・閻魔がコラム「生き地獄体験キット」を連載開始[12]
- 8月16日 - 2ndワンマンライブ「真夏に興奮と昂揚をアナタに。」を渋谷CLUB QUATTROにて開催。[13]
- 10月2日 - 世界最大のオンラインアイドルフェス「TOKYO IDOL FESTIVAL オンライン 2020」に出演。[14]
- 10月6日 - グループ初の全国流通盤CDとして、ベストアルバム「にゅーかおすっ!!!」を発売。[15]
- 10月15日 - 『週刊ヤングジャンプ』第46号で月埜ヒスイが初の表紙となる[16]。
- 12月29日 - ワンマンライブ「2020年に果たしてアンスリュームは売れたのか？」を新木場スタジオコーストにて開催。[17]

### 2021年
- 3月6.14日 - 2周年記念公演を東京・大阪にて開催。
  - 3月6日 - 東京「今際の国のアンス」(TSUTAYA O-EAST)
  - 3月14日 - 大阪「アナタの神曲は？リクエストアワー2021」(大阪BIGCAT)
- 5月31日 - Zepp DiverCity(TOKYO)において行われた『@JAM2021 メインステージ争奪LIVE〜』に出演。総合順位で2位となり敗退。[18]
- 6月6日 - 白金高輪SELENEb2において行われた「最○の夏始めます」公演において、アンスリューム初の新メンバーオーディションと4都市を巡るツアーの開催が発表された。[19]
- 7月19日 - 黒木いろがグループ初の地上波テレビ番組へ出演する。[20]
- 8月27.29日 - 横浜アリーナにて行われた『@ JAM EXPO 2020-2021』に出演。[21]
- 9月18日 - 横浜BayHallにて『一発逆転だいすろーるツアー』ファイナル公演を開催。[22]
- 10月3日 - 「TOKYO IDOL FESTIVAL 2021」に出演。[23] 10月1日に開催予定であった「TIF2021メインステージ争奪戦」の決勝戦にも出演予定であったが台風により中止。[24]
- 10月28日 - 「IDOL OF THE YEAR 2021」決勝戦へと出演し、結果は準優勝。[25][26]
- 11月17日 - 公式サイトにて黒木いろが2022年3月をもって卒業することを発表。[27]
- 12月7日 - 「赤羽ReNY2021年ありがとう！大事だよ？絶対来た方がいいよ公演」にて天神・大天使・閻魔の移籍が発表される。[28]

### 2022年
- 1月2日 ‐ 「NewYear Premium Party 2022」に初出演。[29]
- 2月23日 ‐ 現体制ラストアルバム「4色が消える前に」を発売。[30]
- 3月7日 ‐ 「4色が消える前に」が、オリコン週間インディーズアルバムランキングで1位となる。[31]
- 3月12日 - 赤羽ReNYにて、黒木いろ卒業公演「ネバーランドに帰ります ～さよならいろぴお元気で～」を開催。[32]
- 3月17日 - 3周年記念公演 現体制ラストワンマンライブ「アンスリューム‼‼」を開催。[33]
- 3月21日 - 「アンスリューム超特典会」にて黒木いろが卒業。現体制としての活動も終了。[34]
- 3月22日 - 現役アイドルがアイドルをプロデュースするプロジェクト「THE RING」に月埜ヒスイがプロデューサーとして就任することが発表される。[35]
- 5月1日 - 代官山UNITにて新体制デビューライブを開催。日色ゆづ、もなかこゆの2名の加入が発表される。[36]
- 8月6.7日 - 「TOKYO IDOL FESTIVAL 2022」に出演。6日のステージにおいて新メンバーとしてジョウナイシ鳴・星奈美緒がお披露目され、6人体制が始動した。[37]
- 8月27日 - 横浜アリーナにて行われた「@ JAM EXPO 2022」に出演。[38]
- 8月28日 - 4都道府県を巡るツアー「超!!新体制な無料ツアー」の開催が発表された。後日、Shibuya O-WESTのツアーファイナル公演の開催を追加発表。
- 10月30日 - Shibuya O-WESTにて「超!!新体制を知っちゃおう!ドキワク!無料4都道府県ツアーfinal公演 2章第2話『もう一度アンスリューム!!!!!!』」を開催。

### 2023年
- 1月3日 - お台場・⻘海周辺エリアにて開催された『TOKYO IDOL PROJECT × @ JAM ニューイヤープレミアムパーティー2023』に出演。[39]
- 1月17日 - WOMBにて『THE RING DEBUT LIVE』を開催。月埜ヒスイのプロデュースグループ【NAZUNa】がデビュー。
- 2月3日 - 「2023年だ!!アンスリュームが君臨だ!!!侵略計画!!?!?」を開始。[40]
- 12月18日 - 翌年1月1日の単独公演にて、新メンバーである伊藤詩乃をお披露目[41]。
- 12月22日 - 「重大な契約違反が発覚した為」日色ゆづ、星奈美緒の解雇・契約解除を発表[42]。

### 2024年
- 1月 - 前年12月に解散したPimm'sに代わって、東海ラジオで東海ラジオミッドナイトスペシャルの「アイドル3」を担当開始。コーナー初の、東京発グループである（Chu-ZもOS☆UもPimm'sも名古屋のローカルアイドル）。
- 3月23日 - WWW Xにて5周年記念ワンマンライブ「5th Anniversary Live『Run-up!!!!!』」を開催[43]。
- 4月3日 - duo MUSIC EXCHANGEにて新体制お披露目公演『すたんばいおーけー!!!!!!!』を開催。新加入の朝日奈まみ、紫音にーな両名がお披露目され、7人体制が始動した[44]。
- 5月31日 -　EX THEATER ROPPONGIにてアンスリューム新体制ワンマンライブ 『夏恋予防セッシュ!!!!!!!』を開催。同ライブにおいて、2024年秋にミニアルバムのリリースと、全国ツアー『とらべりゅーむ!!!!!!!』の開催を発表[45]。
- 5月31日 - 「アイドル3」担当終了。
- 9月17日 - 公式サイト及び公式Xにて2024年11月30日をもって現体制での活動終了が発表され、同時に月埜ヒスイ、ジョウナイシ鳴の卒業が発表された。[46][47][48][49]
- 9月26日 - 「アンスリュームのはいぱーらじおっ!」（InterFM897・AuDee配信）が第52回放送分をもって終了。
- 11月22日 - 品川ステラボールにて全国ツアー2024『とらべりゅーむ!!!!!!!』のツアーファイナル公演『はばたけあんすりゅーむ!!!!!!!』を開催。
- 11月30日 - 「はばたけあんすりゅーむ！！！！！！！後日特典会」をもって月埜ヒスイ、ジョウナイシ鳴が卒業。同時にグループは現体制での活動を終了した。

### 2025年
- 3月2日 - Spotify O-WESTにて新体制お披露目公演『第3章がはじまるよっっ!!!!!』を開催。同公演において新メンバーの風宮ゆめと夜雨かぐやがお披露目され、アンスリューム第3章となる新体制が始動した。[50]
- 7月8日 - Spotify O-EASTにてワンマンライブ『アンスTHE流星GUN!!!!!!!』を開催。同ライブにおいて、2025年9月16日にNEWアルバムのリリース及びグループ発となるアジアツアーの開催を発表。同時にアジアツアーのツアーファイナル公演をZepp Shinjukuにて開催することも発表された。

## メンバー

### 現メンバー
| 名前                      | 誕生日   | 血液型 | 担当カラー | 備考                                                     |
| ------------------------- | -------- | ------ | ---------- | -------------------------------------------------------- |
| ちぎら                    | 1月20日  | O型    | レッド     | 旧担当カラー: 紫・ ピンク                                |
| もなか こゆ               | 5月1日   | A型    | ピンク     | 元・桃色革命:白鳥茉歩 旧担当カラー: 緑・ チョコ          |
| 伊藤 詩乃 いとう しの     | 8月30日  |        | ブラック   | 元・Malcolm Mask McLaren                                 |
| 朝日奈 まみ あさひな まみ | 1月21日  | A型    | ブルー     | 元・よるもにゅ！:朝氷奈 まみ 旧担当カラー: 黄            |
| 紫音 にーな しおん にーな | 12月20日 |        | ホワイト   | 元・船橋ひまわり娘:にーな 旧担当カラー: パステルパープル |
| 風宮 ゆめ かぜみや ゆめ   | 10月17日 | B型    | グリーン   | 元・ラストアイドル:宮田 有萌                             |
| 夜雨 かぐや よさめ かぐや | 9月3日   |        | パープル   | 元・ネムリオルカ:ヤヨイカグヤ                            |

### 旧メンバー
| 名前                                            | 誕生日   | 血液型 | 担当カラー    | 活動期間        | 備考 |
| ----------------------------------------------- | -------- | ------ | ------------- | --------------- | --- |
| 天神・大天使・閻魔 あまがみ・だいてんし・えんま | 12月24日 | A型    | 赤・ 白       | 2019.3～2022.3  | 元・秋葉原ディアステージ所属 2022年4月よりキングサリ 2024年8月よりサークルライチにてソロ活動開始（閻魔ちゃん） |
| 黒木 いろ くろき いろ                           | 11月28日 | A型    | 黄・ 黄緑     | 2019.3～2022.3  | 2023年2月よりピコリモードメンバーとして活動                                                                    |
| 日色 ゆづ ひいろ ゆづ                           | 10月15日 |        | 黄・ グレー   | 2022.5～2023.12 | 元・SOMOSOMO:ユヅレナイユヅ                                                                                    |
| 星奈 美緒 ほしな みお                           | 4月6日   |        | 赤・ オレンジ | 2022.8～2023.12 | 元・8WIZARD:芳奈美生                                                                                           |
| 月埜 ヒスイ つきの ひすい                       | 2月22日  | AB型   | 青            | 2019.3～2024.11 | グラビアアイドルとしても活動 旧担当カラー: 青・ 水 2025年2月よりRAViDAViメンバーとして活動                     |
| ジョウナイシ 鳴 じょうないし めい               | 6月17日  |        | 白            | 2022.8～2024.11 | 旧担当カラー: 白・ 金 2025年2月よりRAViDAViメンバー（ジョウナイシメイ）として活動                              |

### メンバーの関連するグループ等
- いろ&ちぎらfromアンスリューム - 2019年4月24日お披露目。黒木いろ・ちぎらによる派生ユニットであり、2人体制で対バンイベントに出演したほか、オリジナル曲も製作されたものの、当初から「平日2ヶ月限定」であったため同年6月24日以降は活動を行っていない。[4][51]
- レリムアンドデンジャラーズ - アンスリューム・raymay・マリオネッ。の3グループの運営による共同プロジェクト。[7]2020年6月以降事実上の活動停止状態にある。
  - XENORAGE(ゼノレイジ) - 2020年1月4日お披露目。アンスリュームからは月埜ヒスイ、黒木いろが参加。[52]
  - マシュマロバズーカ - 2020年2月16日お披露目。アンスリュームからは天神・大天使・閻魔、ちぎらが参加。[53]
- Cheer song project - 2020年7月15日公開の2nd unitの楽曲「From here」に天神・大天使・閻魔が参加。[54]
- NAZUNa - 月埜ヒスイプロデュースグループ。アイドルによるアイドルプロデュースが行われる新規アイドルプロジェクト「THE RING（ザ・リング）」にて結成。[55]

## 楽曲一覧
| #  | 曲名                             | 作詞                                          | 作曲                           | MV | 配信 | 備考 |
| -- | -------------------------------- | --------------------------------------------- | ------------------------------ | -- | ---- | --- |
| 1  | 神様共依存                       | miel                                          | miel                           |    | ○    | |
| 2  | 泥棒猫                           | ちぎら                                        | miel                           |    | ○    | |
| 3  | 夢桜                             | ムネワク星住人                                | ムネワク星住人                 |    |      | |
| 4  | アイデンティティクライシス       |                                               | ムネワク星住人                 |    |      | |
| 5  | 明日世界が消える前に             | ムネワク星住人                                | ムネワク星住人                 | ○  | ○    | |
| 6  | はいどあんどしーく！             | ちぎら                                        | miel                           | ○  | ○    | |
| 7  | 君夢物語                         | ちぎら                                        |                                |    |      | 黒木いろ / ちぎらによるユニット曲                                                                                              |
| 8  | ときめき死                       | 天神・大天使・閻魔                            | miel                           |    |      | 天神・大天使・閻魔 / 月埜ヒスイによるユニット曲                                                                                |
| 9  | アンスデーム                     | ちぎら                                        | RYO-P                          | ○  | ○    | |
| 10 | だだだっ！！！！                 | ちぎら / katz                                 | katz                           | ○  | ○    | |
| 11 | 和魂国才                         | RYO-P                                         | RYO-P                          | ○  | ○    | |
| 12 | ネバーランド                     | 黒木いろ                                      | katz                           | ○  | ○    | |
| 13 | ミーイズムが止まらない！         | 天神・大天使・閻魔 / katz                     | katz                           | ○  | ○    | |
| 14 | メランコリー                     | ちぎら                                        | katz                           | ○  | ○    | |
| 15 | 口下手ナイトメール               | 月埜ヒスイ                                    | katz                           | ○  | ○    | |
| 16 | だめだめ                         | ちぎら                                        | RYO-P                          | ○  | ○    | |
| 17 | 今夜世界のまんなかで             | katz                                          | katz                           | ○  | ○    | |
| 18 | 恋せよ!ぱらぱら半チャーハン      | ちぎら / katz                                 | katz                           | ○  | ○    | |
| 19 | にゅーかおすっ!!!!               | katz                                          | katz                           | ○  | ○    | |
| 20 | でんわにでんわ                   | RYO-P                                         | RYO-P                          | ○  | ○    | |
| 21 | 警察犬                           | ちぎら / 黒木いろ                             | katz                           | ○  | ○    | |
| 22 | ハピバス                         | katz                                          | katz                           |    | ○    | |
| 23 | しゃぼん玉                       | 黒木いろ                                      | katz                           | ○  | ○    | 黒木いろソロ曲 |
| 24 | 検査                             | KOH MAJIMA                                    | katz                           | ○  | ○    | 天神・大天使・閻魔ソロ曲 |
| 25 | ぺるぺっぽ                       | RYO-P                                         | RYO-P                          | ○  | ○    | 「マシュマロバズーカ」からの引き継ぎ曲                                                                                         |
| 26 | ○×△□                             | katz                                          | katz                           |    | ○    | |
| 27 | 契れ!魔法少女☆ぽめらちゃん       | ちぎら                                        | katz                           | ○  | ○    | ちぎらソロ曲 |
| 28 | BLACKOUT!!♡                      | 月埜ヒスイ / katz                             | katz                           | ○  | ○    | 月埜ヒスイソロ曲 |
| 29 | さくらブロードウェイ             | ちぎら / katz                                 | katz                           | ○  | ○    | |
| 30 | あんすではぴはぴ                 | RYO-P                                         | RYO-P                          | ○  | ○    | |
| 31 | かがやけ！サンシャインマスカット | ちぎら / katz                                 | katz                           | ○  | ○    | |
| 32 | 一発逆転ダイスロール             | katz / PK                                     | katz                           |    | ○    | |
| 33 | アンデッド ギャザリン            | katz / PK                                     | katz                           |    | ○    | |
| 34 | アンスリューム大サーカス         | ちぎら/天神・大天使・閻魔/黒木いろ/月埜ヒスイ | RYO-P                          | ○  | ○    | |
| 35 | コイテラセ                       | 黒木いろ                                      | RYO-P                          |    | ○    | |
| 36 | DIE DIE 大天使                   | 松永天馬                                      | 松永天馬                       |    | ○    | |
| 37 | 無敵LOVERS                       | ちぎら                                        | 山下智輝                       |    | ○    | |
| 38 | おどりゃんせ!                    | 月埜ヒスイ                                    | RYO-P                          | ○  | ○    | |
| 39 | すすれ！ちゅるちゅる家系らーめん | ちぎら                                        | katz                           | ○  | ○    | |
| 40 | まだまえるっ!!!!                 | katz                                          | katz                           | ○  | ○    | |
| 41 | レイニーダーリン                 | 月埜ヒスイ                                    | katz                           | ○  | ○    | |
| 42 | 超!!アンスリューム大サーカス     | ちぎらと愉快な仲間たち                        | RYO-P                          |    | ○    | |
| 43 | かわゆすギルティ                 | ちぎら&katz                                   | RYO-P                          | ○  | ○    | 「4半期開催公式バトル アンスリューム VS キングサリ vol.2」 にて勝利した景品としてMV制作費用100万円を獲得。MVの監督は加藤マニ。 |
| 44 | チャイティーラテ                 | katz                                          | RYO-P                          | ○  | ○    | |
| 45 | おにぃちゃんス                   | katz                                          | katz                           | ○  | ○    | 日色ゆづ生誕祭にて初披露（2022年10月19日）                                                                                     |
| 46 | 超!!アンスデーム                 | ちぎら                                        | RYO-P                          | ○  |      | 6人体制でMV作成。MVの監督はRyo Minekawa / ヒラノコウタ。                                                                       |
| 47 | 本気恋～ガチでこい!!～           | ちぎら                                        | katz                           | ○  | ○    | ちぎら生誕祭にて初披露（2023年1月28日）                                                                                        |
| 48 | BLUEROCK                         | 月埜ヒスイ                                    | katz                           | ○  | ○    | 月埜ヒスイ生誕祭にて初披露（2023年2月26日）                                                                                    |
| 49 | 疑似恋愛させたげるっ！           | けんたあろは                                  | けんたあろは                   | ○  | ○    | |
| 50 | 五月病になれない恋をしたい       | katz                                          | katz                           |    | ○    | 星奈 美緒生誕曲 |
| 51 | 乱舞LOんVE乱武                   | フトメホソシ                                  | GUCCHO                         |    | ○    | もなかこゆ生誕曲 |
| 52 | 飲酒@セーラー服                  | けんたあろは                                  | けんたあろは                   |    | ○    | ジョウナイシ鳴生誕曲 |
| 53 | メルトロピカーナ                 | ちぎら/katz                                   | katz                           | ○  | ○    | |
| 54 | SUPER SHINE                      | Safari Natsukawa                              | 山田智和                       | ○  | ○    | |
| 55 | Win！うぃんたー！                | ha-j/PA-NON                                   | ha-j                           |    | ○    | |
| 56 | ALRIGHT                          | hana20                                        | hana20                         | ○  |      | ちぎら生誕曲 |
| 57 | つきにゃん☆ひすてりっく☆にゃいと | katz                                          | katz                           | ○  |      | 月埜ヒスイ生誕曲 |
| 58 | 恋のお注射                       | Tayuto Nakasu                                 | Tayuto Nakasu/ Hayato Yamamoto | ○  | ○    | 日本テレビ系「バズリズム02」 2024年4月度エンディングテーマソング                                                               |
| 59 | でんぱはっく・れでぃお           | katz                                          | katz                           | ○  | ○    | |
| 60 | Kiss me my Darling               | 翠衣すず                                      | RYO-P                          | ○  |      | もなかこゆ生誕曲 |
| 61 | whitehours                       | katz                                          | katz                           | ◯  |      | ジョウナイシ鳴ソロ生誕曲 |
| 62 | dearラブソング                   | katz                                          | katz                           | ◯  |      | 伊藤詩乃ソロ生誕曲 |
| 63 | とらべりゅーみん                 | katz                                          | RYO-P                          | 〇 | ◯    | ミニアルバム「Graduationジャーニー！」収録曲                                                                                   |
| 64 | どたばたんきゅー！               | けんたあろは                                  | けんたあろは                   |    | ◯    | ミニアルバム「Graduationジャーニー！」収録曲                                                                                   |
| 65 | 焦がせ!!アゲアゲ☆フライドポテト  | katz                                          | katz                           |    | ◯    | リリース記念公演『アゲアゲ☆揚げたての恋歌』（2025年5月15日）にて初披露                                                         |
| 66 | ダイナマイトぺろり               | けんたあろは                                  | けんたあろは                   |    | ◯    | |
| 67 | Magic shower                     | 慎之甫(VONOBA inc.)                           | 慎之甫(VONOBA inc.)            | ◯  | ◯    | |

## ディスコグラフィー

### 配信限定版
| #  | 発売日         | タイトル                         | 収録楽曲 | 備考                                                                        |
| -- | -------------- | -------------------------------- | --- | --------------------------------------------------------------------------- |
| 1  | 2019年3月15日  | 神様共依存/泥棒猫                | 1. 神様共依存 2. 泥棒猫 |                                                                             |
| 2  | 2019年7月12日  | はいどあんどしーく！             | 1. はいどあんどしーく！ |                                                                             |
| 3  | 2019年11月21日 | だだだっ!!!!                     | 1. だだだっ!!!! |                                                                             |
| 4  | 2020年3月14日  | バースリューム                   | 1. アンスデーム 2. 和魂国才 3. ネバーランド 4. ミーイズムがとまらない 5. メランコリー 6. 口下手ナイトメール |                                                                             |
| 5  | 2020年8月14日  | 恋せよ!ぱらぱら半チャーハン      | 1. 恋せよ!ぱらぱら半チャーハン |                                                                             |
| 6  | 2021年1月29日  | ○×△□                             | 1. ○×△□(Instrumental) |                                                                             |
| 7  | 2021年4月14日  | バースリュームツー               | 1. さくらブロードウェイ 2. ぺるぺっぽ 3. しゃぼん玉 4. 検査 5. 契れ!魔法少女☆ぽめらちゃん 6. BLACK OUT!!♡ |                                                                             |
| 8  | 2021年7月22日  | かがやけ！サンシャインマスカット | 1. かがやけ！サンシャインマスカット 2. あんすではぴはぴ |                                                                             |
| 9  | 2021年9月5日   | 一発逆転ダイスロール             | 1. 一発逆転ダイスロール |                                                                             |
| 10 | 2021年10月12日 | アンデッド♡ギャザリン            | 1. アンデッド♡ギャザリン |                                                                             |
| 11 | 2022年2月6日   | アンスリューム大サーカス         | 1. アンスリューム大サーカス |                                                                             |
| 12 | 2022年5月27日  | すすれ！ちゅるちゅる家系らーめん | 1. すすれ！ちゅるちゅる家系らーめん 2. 恋せよ！ぱらぱら半ちゃーはん |                                                                             |
| 13 | 2022年8月19日  | まだまえるっ!!!!!!               | 1. まだまえるっ!!!!!! 2. かわゆすギルティ 3. 超!!アンスリューム大サーカス |                                                                             |
| 14 | 2022年8月31日  | アンスリューム定食               | 1. すすれ!ちゅるちゅる家系らーめん 2. 恋せよ!ぱらぱら半ちゃーはん 3. かがやけ!サンシャインマスカット |                                                                             |
| 15 | 2022年10月29日 | チャイティーラテ                 | 1. チャイティーラテ 2. レイニーダーリン |                                                                             |
| 16 | 2022年8月31日  | もう一度アンスリューム!!!!!!     | 1. SE 2. 超!!アンスリューム大サーカス 3. すすれ!ちゅるちゅる家系らーめん 4. かわゆすギルティ 5. おにぃちゃんス 6. かがやけ!サンシャインマスカット 7. おどりゃんせ! 8. だだだっ!!!!!! 9. まだまえるっ!!!!!! 10. チャイティーラテ 11. レイニーダーリン 12. 恋せよ!ぱらぱら半ちゃーはん 13. outro 14. はいどあんどしーく 15. にゅーかおすっ!!!!!! |                                                                             |
| 17 | 2024年9月24日  | Graduationジャーニー！           | 1. とらべりゅーみん 2. どたばたんきゅー！ 3. 恋のお注射 - Remaster 4. でんぱはっく・れでぃお - Remaster 5. チャイティーラテ 6. 口下手ナイトメール | 「チャイティーラテ」、「口下手ナイトメール」は 再レコーディング音源を収録。 |

## ライブ・イベント

### 主催イベント
| 2019年        | 2019年                                                                       | 2019年           | 2019年                        |
| 日程          | 公演タイトル                                                                 | 場所             | 備考                          |
| ------------- | ---------------------------------------------------------------------------- | ---------------- | ----------------------------- |
| 3月17日(日)   | アンスリューム デビューワンマンライブ                                        | 新宿RUIDO K4     | 正式デビュー公演              |
| 3月29日(金)   | アンスリューム1st定期公演                                                    | 池袋RUIDO K3     | 初の定期公演                  |
| 4月6日(土)    | アンスリューム2nd定期公演                                                    | 新宿RUIDO K4     |                               |
| 4月16日(火)   | アンスリューム3rd定期公演                                                    | 新宿SAMURAI      |                               |
| 5月3日(金祝)  | 『ROAD TO @ JAM EXPO LIVE』投票御礼ライブ                                    | 新宿RUIDO K4     |                               |
| 5月10日(金)   | アンスリューム4th定期公演                                                    | 池袋RUIDO K3     |                               |
| 5月31日(金)   | アンスリューム5th定期公演                                                    | 新宿SAMURAI      |                               |
| 7月24日(水)   | アンスリューム6th定期公演『この夏スデにアンスリュームは始まっているッ！』    | 池袋CYBER        |                               |
| 8月5日(日)    | アンスリューム7th定期公演『予習復習アンスリュー(ム)』                        | 池袋CYBER        |                               |
| 8月22日(木)   | アンスリューム8th定期公演『放課後アンスリューム』                            | 池袋CYBER        |                               |
| 9月7日(土)    | アンスリューム9th定期公演『おはようアンスリューム』                          | 渋谷RUIDO K2     |                               |
| 9月23日(月祝) | アンスリューム10th定期公演『3時のおやつはアンスリューム』                    | 池袋CYBER        |                               |
| 9月29日(日)   | アンスリュームプレゼンツ『BOUQUET TOSS vol.1』                               | 北堀江club vijon | 初の主催対バン ゲスト:WILL-O' |
| 10月13日(日)  | 1stワンマンライブ『強欲なアンスリューム』                                    | 代官山UNIT       | 初のワンマンライブ            |
| 11月4日(月祝) | 1st ONE-MAN 台風救済公演『超強欲なアンスリューム』                           | 渋谷Glad         |                               |
| 11月20日(水)  | アンスリューム11th定期公演『アンスリュームにユニット曲あるのって知ってる？』 | 池袋CYBER        |                               |
| 11月28日(木)  | 黒木いろ生誕祭                                                               | 渋谷DESEO        | 初の生誕祭イベント            |
| 12月11日(水)  | アンスリューム12th定期公演『君がサンタだっ!!!! メリークリスマスリューム!!』  | 池袋CYBER        |                               |
| 12月25日(水)  | 天神・大天使・閻魔生誕祭                                                     | 渋谷DESEO        |                               |

| 2020年         | 2020年                                                                               | 2020年                 | 2020年                          |
| 日程           | 公演タイトル                                                                         | 場所                   | 備考                            |
| -------------- | ------------------------------------------------------------------------------------ | ---------------------- | ------------------------------- |
| 1月5日(日)     | アンスリューム13th定期公演『新年明けましておめでとうございます公演』                 | 池袋CYBER              |                                 |
| 1月14日(水)    | アンスリューム大阪定期公演 vol.1                                                     | 心斎橋VARON            | 初の大阪での定期公演            |
| 1月25日(日)    | ちぎら生誕祭                                                                         | 渋谷DESEO              |                                 |
| 2月5日(水)     | アンスリューム14th定期公演『渋谷REX初めまして宜しくお願いします公演』                | 渋谷REX                |                                 |
| 2月14日(金)    | アンスリューム大阪定期公演vol.2                                                      | 心斎橋VARON            |                                 |
| 2月22日(土)    | 月埜ヒスイ生誕祭                                                                     | 渋谷DESEO              |                                 |
| 3月6日(金)     | アンスリューム15th東京定期公演『周年ワンマン直前！レア曲予習復習公演』               | 渋谷REX                |                                 |
| 3月17日(火)    | アンスリュームpresents『行き場を無くした者達』                                       | 渋谷スターラウンジ     | ゲスト:群青の世界・プラスワン   |
| 5月17日(日)    | 無料配信ライブ『アンスリューム始動宣言』                                             | (配信ライブ)           | 初の無観客による配信イベント    |
| 6月21日(日)    | 定期公演配信編『エモリューム』                                                       | (配信ライブ)           |                                 |
| 7月16日(木)    | アンスリューム17th定期公演『サマーリューム開幕！ぱらぱら半ちゃーはんはじめました。』 | 白金高輪SELENE b2      |                                 |
| 8月16日(日)    | 2ndワンマンライブ『真夏に興奮と昂揚をアナタに。』                                    | 渋谷CLUB QUATTRO       |                                 |
| 8月29日(土)    | リメンバーワンマン東京編『夏終わりに興奮と昂揚をアナタに。』                         | 新宿BLAZE              | 8月16日のワンマンライブと同内容 |
| 9月6日(日)     | 主催公演『大阪ただいま！ワンマン前にめっちゃ盛り上げたるわ公演』                     | 梅田 CLUB QUATTRO      |                                 |
| 9月6日(日)     | リメンバーワンマン大阪編『初秋に興奮と昂揚をアナタに。』                             | 梅田 CLUB QUATTRO      | 8月16日のワンマンライブと同内容 |
| 9月13日(日)    | アンスリューム18th定期公演『2020年に果たしてアンスリュームは売れるのか？』           | 白金高輪SELENE b2      |                                 |
| 9月19日(土)    | リメンバーワンマン名古屋編『夏の名残に興奮と昂揚をアナタに。』                       | 名古屋 CLUB QUATTRO    | 8月16日のワンマンライブと同内容 |
| 10月27日(火)   | アンスリュームpresents2マン7本勝負 第1弾                                             | 梅田BananaHall         | ゲスト:NightOwl                 |
| 10月28日(水)   | アンスリューム大阪定期公演vol.3『にゅーはろうぃんっ!!!!』                            | Music Club JANUS       |                                 |
| 11月12日(木)   | アンスリュームpresents2マン7本勝負 第2弾                                             | SPACE ODD              | ゲスト:じゅじゅ                 |
| 11月14日(土)   | アンスリューム大阪定期公演vol.4『泥棒猫vs警察犬』                                    | Music Club JANUS       |                                 |
| 11月14日(土)   | 主催対バン『アンスッス』                                                             | Music Club JANUS       | ゲスト:Devil ANTHEM.            |
| 11月18日(水)   | アンスリュームpresents2マン7本勝負 第3弾                                             | SPACE ODD              | ゲスト:ワールズエンド。         |
| 11月23日(月祝) | 黒木いろ生誕祭                                                                       | 白金高輪SELENE b2      |                                 |
| 11月25日(水)   | アンスリュームpresents2マン7本勝負 第4弾                                             | SPACE ODD              | ゲスト:WILL-O'                  |
| 12月12日(土)   | アンスリュームpresents2マン7本勝負 第5弾                                             | umeda TRAD             | ゲスト:Kolokol                  |
| 12月12日(土)   | 黒木いろ×天神・大天使・閻魔 大阪合同生誕祭                                           | umeda TRAD             | 初の大阪での合同生誕イベント    |
| 12月16日(水)   | アンスリュームpresents2マン7本勝負 第6弾                                             | SPACE ODD              | ゲスト:クマリデパート           |
| 12月19日(土)   | 主催公演『渋谷REXさん2020年お世話になりました公演』                                  | 渋谷REX                |                                 |
| 12月23日(水)   | 天神・大天使・閻魔生誕祭                                                             | duo MUSIC EXCHANGE     |                                 |
| 12月29日(火)   | ワンマンライブ『2020年に果たしてアンスリュームは売れたのか』                         | 新木場スタジオコースト |                                 |

| 2021年        | 2021年                                                                                                   | 2021年                      | 2021年                                                                                          |
| 日程          | 公演タイトル                                                                                             | 場所                        | 備考                                                                                            |
| ------------- | --- | --------------------------- | ----------------------------------------------------------------------------------------------- |
| 1月5日(火)    | 主催無料公演『明けましておめでとうございます公演』                                                       | TSUTAYA O-WEST              |                                                                                                 |
| 1月6日(水)    | 主催無料公演『○×△□公演』                                                                                 | SHIBUYA DIVE                |                                                                                                 |
| 2月7日(日)    | ちぎら×月埜ヒスイ 大阪合同生誕祭                                                                         | Music Club JANUS            |                                                                                                 |
| 2月20日(土)   | ちぎら生誕祭                                                                                             | 代官山UNIT                  | 当初は1月24日に同会場にて開催予定であったが、メンバーに新型コロナウイルス陽性者が出たため延期。 |
| 2月23日(火祝) | 月埜ヒスイ生誕祭                                                                                         | 白金高輪SELENE b2           |                                                                                                 |
| 3月7日(日)    | 1周年記念公演『今際の国のアンス』                                                                        | TSUTAYA O-EAST              | 前年に開催中止となった1周年記念ワンマンの代替公演                                               |
| 3月7日(日)    | 2周年記念公演『今際の国のアンス』                                                                        | TSUTAYA O-EAST              |                                                                                                 |
| 3月14日(日)   | 2周年記念公演『アナタの神曲は？リクエストアワー2021』                                                    | 大阪BIGCAT                  | グループ初のリクエストアワー公演                                                                |
| 3月17日(木)   | アンスリュームpresents「アンスッス」                                                                     | duo MUSIC EXCHANGE          |                                                                                                 |
| 4月8日(木)    | 不定期公演「アンderGround」vol.1                                                                         | Shibuya Milkyway            |                                                                                                 |
| 4月15日(木)   | 大阪定期公演vol.5『平日ただいま！大阪ブロードウェイ』                                                    | 心斎橋VARON                 |                                                                                                 |
| 5月4日(火祝)  | 『アナタがみたいのはアゲリューム？それともエモリューム？』                                               | SHIBUYA DIVE                |                                                                                                 |
| 5月22日(土)   | 「だだだDiCE!!!!」supported DiCE                                                                         | 渋谷REX                     |                                                                                                 |
| 6月4日(金)    | 不定期公演「アンderGround」vol.2                                                                         | Shibuya Milkyway            |                                                                                                 |
| 6月6日(日)    | @JAM御礼&最○の夏開幕イベント「最○の夏始めます」                                                          | 白金高輪SELENE b2           |                                                                                                 |
| 6月15日(火)   | 大阪定期公演vol.6「新衣装ソロ曲披露ではぴはぴ」                                                          | 心斎橋VARON                 |                                                                                                 |
| 7月14日(水)   | 東京定期公演「僕の推しメンって色変わった？シャッフル公演」                                               | 渋谷REX                     |                                                                                                 |
| 7月21日(水)   | 不定期公演「アンderGround」vol.3                                                                         | Shibuya Milkyway            |                                                                                                 |
| 7月31日(土)   | 『一発逆転だいすろーるツアー』埼玉公演                                                                   | HEAVEN’S ROCKさいたま新都心 | 2部制                                                                                           |
| 8月11日(水)   | 東京定期公演「REX定期ファイナル！公演」                                                                  | 渋谷REX                     |                                                                                                 |
| 8月16日(月)   | 『一発逆転だいすろーるツアー』東京公演                                                                   | 赤羽ReNY                    |                                                                                                 |
| 9月5日(日)    | 『一発逆転だいすろーるツアー』北海道公演                                                                 | cube GARDEN                 |                                                                                                 |
| 9月8日(水)    | 「アンderGround」拡大SPゲスト呼んじゃうよ〜                                                              | 渋谷VISION                  | ゲスト:QUEENS・On the treat Super Season                                                        |
| 9月14日(火)   | 東京定期公演「赤羽ReNYよろしくおねがいします公演」                                                       | 赤羽ReNY                    |                                                                                                 |
| 9月18日(土)   | 『一発逆転だいすろーるツアー』横浜公演                                                                   | 横浜BayHall                 |                                                                                                 |
| 9月26日(日)   | 大阪定期公演「関西の皆様、アンスは夏休みを頂いておりました。秋からまた宜しくお願いしますm(__)m公演」     | Music Club JANUS            |                                                                                                 |
| 10月6日(水)   | 東京定期公演「アンスリューム大サーカス」                                                                 | 赤羽ReNY                    |                                                                                                 |
| 10月12日(火)  | 不定期公演「アンderGround」vol.4                                                                         | 渋谷VISION                  |                                                                                                 |
| 10月22日(金)  | 女性限定定期公演「求む！女性ファン！」                                                                   | 渋谷REX                     |                                                                                                 |
| 11月9日(火)   | 女性限定定期公演「アンコレ。〜がーるずこれくしょん〜」                                                   | 新宿WALLY                   | ゲスト:ワールズエンド。                                                                         |
| 11月11日(木)  | 東京定期公演「半月遅れのハロウィン アンデッドアンス」                                                    | 赤羽ReNY                    |                                                                                                 |
| 11月16日(火)  | 不定期公演アンderGround」プリズム寿司呼んじゃうよ〜                                                      | 渋谷VISION                  | ゲスト:PRSMIN・On the treat Super Season                                                        |
| 11月28日(日)  | 黒木いろ生誕祭                                                                                           | 渋谷O-WEST                  |                                                                                                 |
| 12月2日(木)   | 大阪定期公演「大阪2021年もありがとう！嬉しい発表もあるで〜公演」                                         | 心斎橋VARON                 |                                                                                                 |
| 12月7日(火)   | 東京定期公演「赤羽ReNY2021年ありがとう!大事だよ?絶対来た方がいいよ公演」                                 | 赤羽ReNY                    |                                                                                                 |
| 12月9日(木)   | 女性限定定期公演「女性の皆様今年もありがとうございました。来年の今頃は女性だけで満員にしちゃうぞ〜公演」 | 新宿WALLY                   | ゲスト:群青の世界                                                                               |
| 12月15日(水)  | 不定期公演「アンderGround」〜年内ラストSP！ヲタク vs 大男〜                                              | 渋谷VISION                  |                                                                                                 |
| 12月25日(土)  | 天神・大天使・閻魔生誕祭                                                                                 | 渋谷O-WEST                  |                                                                                                 |

| 2022年        | 2022年 | 2022年               | 2022年                                                                                       |
| 日程          | 公演タイトル | 場所                 | 備考                                                                                         |
| ------------- | --- | -------------------- | -------------------------------------------------------------------------------------------- |
| 1月5日(水)    | 「大大吉を掴め！2022年もよろリューム公演」                                                                                     | 赤羽ReNY             |                                                                                              |
| 1月6日(木)    | 不定期公演アンderGround」新春1,000円SP!皆でお祝い!3組もゲスト呼んじゃうよ〜                                                    | 渋谷VISION           | ゲスト:PRSMIN・Malcolm Mask McLaren・On the treat Super Season                               |
| 1月13日(木)   | 女性定期改めレディーファースト公演『2022幕開け公演』                                                                           | 渋谷REX              |                                                                                              |
| 1月20日(木)   | ちぎら生誕祭 | 渋谷O-WEST           |                                                                                              |
| 1月26日(水)   | 定期公演「ここは横浜!?Zepp横浜にきチャイナ!チャイナリューム公演」                                                              | 赤羽ReNY             |                                                                                              |
| 1月30日(水)   | 「いろつきちぎの胃炎にぴえん公演」                                                                                             | タカラ大阪           |                                                                                              |
| 2月8日(火)    | レディーファースト公演 「レディーファーストFINAL」                                                                             | 渋谷REX              |                                                                                              |
| 2月15日(火)   | 定期公演 「ときめき物語」 | 赤羽ReNY             |                                                                                              |
| 2月18日(金)   | 福岡公演「初福岡に君臨スペシャル！」                                                                                           | 福岡DRUM Be-1        |                                                                                              |
| 2月22日(火)   | 月埜ヒスイ生誕祭 | 渋谷O-WEST           |                                                                                              |
| 3月5日(土)    | 不定期公演「アンderGround」アングラよ永遠に、皆大集合SP!〜                                                                     | 渋谷VISION           | ゲスト:PRSMIN・ワールズエンド。・On the treat Super Season・QUEENS                           |
| 3月9日(水)    | 「アナタの神曲は？リクエストアワー2022」                                                                                       | Music Club JANUS     |                                                                                              |
| 3月12日(土)   | 黒木いろ卒業記念公演「ネバーランドに帰ります」～さよならいろぴお元気で～                                                       | 赤羽ReNY             |                                                                                              |
| 3月17日(木)   | 3周年記念公演 現体制ラストワンマンライブ「アンスリューム‼︎‼︎」                                                                   | KT Zepp yokohama     |                                                                                              |
| 4月10日(日)   | 「つきちぎ初トークイベント 〜会いたくなっちゃった!新体制について語ろう〜」                                                     | 下北沢シャングリラ   |                                                                                              |
| 5月1日(日)    | 「アンスリューム第二章 第1話『始まりのリュームキャノン』」                                                                     | 代官山UNIT           |                                                                                              |
| 5月2日(月)    | 「4半期開催、公式バトル アンスリュームVSキングサリvol.1」                                                                      | SHIBUYA CLUB QUATTRO | 投票数は144対145でアンスリュームの勝利。                                                     |
| 5月14(土)     | 「緊急開催!!土日なーんもないからダーリンの為に単独やっちゃうよ公演」                                                           | 下北沢シャングリラ   |                                                                                              |
| 5月26日(木)   | 定期公演「ラーメン半ちゃーはんセットでお腹いっぱいになっチャイナ!!!!公演」                                                     | 赤羽ReNY             |                                                                                              |
| 6月23日(木)   | 定期公演「梅雨だけど赤羽は夏!?恋の糖度は急上昇中!!公演」                                                                       | 赤羽ReNY             |                                                                                              |
| 7月9日(土)    | 「もなゆづって知ってる？…知らない!?そんなバナナ!!公演」                                                                        | 梅田BananaHall       |                                                                                              |
| 7月21日(木)   | 定期公演「夏休み突入！今年の夏休みは一緒に甘酸っぱい夏過ごしませんか？制服公演」                                               | 赤羽ReNY             |                                                                                              |
| 7月31日(日)   | 「ep.Ø完結公演」 | 渋谷O-WEST           |                                                                                              |
| 8月11日(木)   | 「4半期開催公式バトル アンスリューム VS キングサリ vol.2」                                                                     | 東京キネマ倶楽部     | 投票数は308（86P+111*2P）対264（68P+98*2P）でアンスリュームの勝利。MV制作費用100万円を獲得。 |
| 8月24日(水)   | 超!!新体制初定期公演「定期恒例!?ぐだぐだかわゆす公演」                                                                         | 赤羽ReNY             |                                                                                              |
| 9月21日(水)   | 定期公演「現衣装シャッフル公演」                                                                                               | 赤羽ReNY             |                                                                                              |
| 9月23日(金)   | 「超!!新体制を知っちゃおう！ ドキワク！無料4都道府県ツアー」@東京                                                              | 下北沢シャングリラ   |                                                                                              |
| 9月25日(日)   | 「超!!新体制を知っちゃおう！ ドキワク！無料4都道府県ツアー」@大阪                                                              | 心斎橋JANUS          |                                                                                              |
| 10月2日 (日)  | 「超!!新体制を知っちゃおう！ ドキワク！無料4都道府県ツアー」@北海道                                                            | SPACE ART STUDIO     |                                                                                              |
| 10月 9日 (日) | 「超!!新体制を知っちゃおう！ ドキワク！無料4都道府県ツアー」@仙台                                                              | 仙台JUNK BOX         |                                                                                              |
| 10月19日 (水) | 日色ゆづ生誕祭「わがままゆづちゃんのガチマッチバースデー」                                                                     | 赤羽ReNY             |                                                                                              |
| 10月30日 (日) | 超!!新体制を知っちゃおう! ドキワク!無料4都道府県ツアーfinal公演 2章第2話「もう一度アンスリューム!!!!!!」                       | Spotify O-WEST       |                                                                                              |
| 11月16日 (水) | 気まぐれ月ちゃんのソロイベント「お月見ないと ☾ ໋꙳」                                                                             | 月見ル君想フ         |                                                                                              |
| 11月24日(木)  | 定期公演「赤VS紫VS黒」 | 赤羽ReNY             |                                                                                              |
| 12月2日(金)   | 「4半期開催公式バトル アンスリューム VS キングサリ vol.3 年末大感謝祭」 「アンスリューム × キングサリ オールナイトパーティー」 | 川崎CLUB CITTA’      |                                                                                              |
| 12月22日(木)  | 定期公演「かわゆす刑事リューム〜君を逮捕しちゃうぞっ!!!!!!〜」                                                                 | 赤羽ReNY             |                                                                                              |
| 12月25日(日)  | 『リア充1万ぼっちは250円！ アンスもアナタもクリぼっち!!!!!!公演』                                                              | Spotify O-WEST       |                                                                                              |

| 2023年       | 2023年                                                                         | 2023年                 | 2023年 |
| 日程         | 公演タイトル                                                                   | 場所                   | 備考 |
| ------------ | ------------------------------------------------------------------------------ | ---------------------- | --- |
| 1月5日(木)   | 私服トークライブ公演 「喉風邪に負けるな！ ちぎ、月、ゆづの早めのパブロン公演」 | 赤羽ReNY               | |
| 1月20日(金)  | 定期公演「アンスリューム君臨 世界征服！侵略！公演」                            | 赤羽ReNY               | |
| 1月28日(土)  | ちぎら生誕祭 『本気恋(ｶﾞﾁｺｲ)〜ガチで来い!!〜』                                 | 白金高輪 SELENE b2     | |
| 2月19日(日)  | アンスリューム侵略計画 『アンスが君臨だ！〜仙台侵略編〜』                      | 仙台Rensa              | |
| 2月22日(水)  | アンスリューム定期公演 『ネコ耳メイドは100回目!!!!!!公演』                     | 赤羽ReNY alpha         | |
| 2月26日(日)  | 月埜ヒスイ生誕祭 『超超月ヒス我爱你!♡』                                        | duo MUSIC EXCHANGE     | |
| 3月7日(火)   | 3章 第1話 『そして、アンスリュームは 再びあのステージへ！』                    | Spotify O-EAST         | |
| 3月17日(金)  | アンスリューム侵略計画 『アンスが君臨だ！〜大阪侵略編〜』                      | 心斎橋DROP             | |
| 3月29日(水)  | アンスリューム定期公演 『あんすようちえん！おゆうぎかい公演』                  | 赤羽ReNY alpha         | |
| 4月9日(日)   | アンスリューム単独公演 『土日が空いちゃった！新生活応援ライブ！』              | 原宿RUIDO              | |
| 4月16日(日)  | 全国侵略ツアーin東名阪 『STORY OF MY "らいぶ"』                                | 名古屋ReNY limited     | |
| 4月19日(水)  | 星奈美緒生誕祭 『今日はいつも以上に褒めてみおん』                              | 赤羽ReNY alpha         | |
| 4月28日(金)  | 全国侵略ツアーin東名阪 『STORY OF MY "らいぶ"』                                | アメリカ村DROP         | |
| 5月1日(月)   | 『もなゆづ1周年記念公演!! 私たちをお祝いしてください!!!!』                     | 赤羽ReNY alpha         | |
| 5月24日(水)  | もなかこゆ生誕祭 『丸顔もなこのお誕生日会』                                    | 赤羽ReNY alpha         | |
| 6月1日(木)   | 全国侵略ツアーin東名阪 『STORY OF MY "らいぶ"』                                | 新宿BLAZE              | |
| 6月28日(水)  | ジョウナイシ鳴生誕祭 『飲酒したいよ飲酒したいよ～』                            | 赤羽ReNY alpha         | |
| 7月26日(水)  | アンスリューム定期公演ファイナル 『定期やめます。』                            | 赤羽ReNY alpha         | |
| 8月13日(日)  | 『アンスぱーくっ！！！！！！2023』                                             | 代々木公園野外ステージ | ゲスト:キングサリ/クマリデパート/群青の世界/chuLa/Devil ANTHEM./都内某所/ナナランド/#2i2/NEO JAPONISM/FES☆TIVE/豆柴の大群              |
| 8月25日(金)  | 『真夏のフリーらんらんらいぶっ!!!!!!』                                         | 渋谷duo MUSIC EXCHANGE | |
| 9月14日(木)  | 『TIF2023 PR大使 準グランプリ記念公演 -ちぎらTIF PR大使ソロコンサート-』       | CLUB asia              | |
| 9月17日(日)  | 『アンスリューム超リリースイベント!!!!!!』                                     | 赤羽ReNY alpha         | ゲスト:INUWASI |
| 10月4日(水)  | 『すーぱーしゃいん!!!!!!』                                                     | Zepp Shinjuku          | |
| 10月17日(火) | 日色ゆづ生誕祭 『彼女(ゆづ)のこと幸せにしてください！』                        | Spotify O-WEST         | |
| 10月25日(水) | アンスリューム単独公演 『アンデッド☆ハロウィン』                               | 赤羽ReNY alpha         | |
| 11月26日(日) | 『アンスぱーくっ‼‼‼mini』                                                      | 白金高輪 SELENE b2     | ゲスト:ガガピエロ / COMIQ ON! / パラディーク                                                                                           |
| 11月29日(水) | アンスリューム単独公演 『ちょっと早めの！？2023ふり返り公演』                  | 赤羽ReNY alpha         | |
| 12月4日(月)  | 『アンスぱーくっ！！！！！！in Spotify O-EAST』                                | Spotify O-EAST         | ゲスト: iLiFE! / Devil ANTHEM. / クマリデパート群青の世界 / JamsCollection / NEO JAPONISM /のんふぃく！/ 夜光性アミューズ / ラナキュラ |
| 12月16日(土) | アンスリューム単独公演「福岡侵略公演」                                         | ライブハウス「秘密」   | |
| 12月19日(火) | 気まぐれ月ちゃんのソロイベント『お月見ないと vol.2』                           | 月見ル君思フ           | |

| 2024年         | 2024年                                                                                  | 2024年                         | 2024年 |
| 日程           | 公演タイトル                                                                            | 場所                           | 備考 |
| -------------- | --------------------------------------------------------------------------------------- | ------------------------------ | --- |
| 1月1日(月)     | 「2024年アンスリューム宜しくお願いします公演!!!!!!!」                                   | Veats Shibuya                  | |
| 1月20日(土)    | ちぎら生誕祭 『今年こそ魔法少女になると思いﾏｽｯ?!』                                      | Spotify O-WEST                 | |
| 2月15日(木)    | 『アンスぱーくっ!!!!! バレンタイン』                                                    | Spotify O-EAST                 | ゲスト:クマリデパート / Devil ANTHEM. / ナナランド/かすみ草とステラ / のんふぃく！ / Merry BAD TUNE. / 夜光性アミューズ/アルテミスの翼 / キングサリ / マグメル-MagMell- / ラナキュラ                                                                  |
| 2月18日(日)    | 月埜ヒスイ生誕祭 『＼にゃんにゃんつきにゃんおめにゃんにゃーん／』                       | Spotify O-WEST                 | |
| 3月23日(土)    | 5th Anniversary Live「Run-up!!!!!」                                                     | WWW X                          | |
| 4月3日(水)     | 新体制お披露目公演「すたんばいおーけー!!!!!!!」                                         | duo MUSIC EXCHANGE             | 朝日奈まみ、紫音にーな が当公演でお披露目 |
| 5月1日(水)     | もなかこゆ生誕祭 『ちいさなプリンセスもなこ』                                           | Spotify O-WEST                 | |
| 5月4日(土)     | 『アンスぱーくっ!!!!!!! in 大阪』                                                       | Yogibo META VALLEY             | |
| 5月4日(土)     | 『ろーど とぅ 5.31 EX THEATER ROPPONGI』                                                | Yogibo META VALLEY             | |
| 5月8日(水)     | 『ろーど とぅ 5.31 EX THEATER ROPPONGI』                                                | 渋谷REX                        | |
| 5月17日(金)    | 『ろーど とぅ 5.31 EX THEATER ROPPONGI』                                                | club asia                      | |
| 5月20日(月)    | 『ろーど とぅ 5.31 EX THEATER ROPPONGI』                                                | 池袋サンシャインシティ噴水広場 | |
| 5月23日(木)    | 『ろーど とぅ 5.31 EX THEATER ROPPONGI』                                                | 代官山UNIT                     | ゲスト：クマリデパート/QUEENS |
| 5月31日(金)    | 新体制ワンマンライブ「夏恋予防セッシュ!!!!!!!」                                         | EX THEATER ROPPONGI            | |
| 6月17日(月)    | ジョウナイシ鳴生誕祭 『鳴にもっとのめりこMEI』                                          | Spotify O-WEST                 | |
| 7月1日(月)     | 『緊急開催!!夏はじまるぞー！公演』                                                      | 新宿WALLY                      | |
| 8月10日(土)    | 『アンスぱーく！！！！！！ powered by Shibuya Summer Park 2024』                        | 代々木公園野外ステージ         | ゲスト:AOAO/INUWASI/UtaGe!/衛星とカラテア/キングサリ/こみっきゅおん!/chuLa/Devil ANTHEM./NEOJAPONISM/FES☆TIVE/マグメル-MagMell-/Merry BAD TUNE./ラナキュラ/                                                                                           |
| 9月8日(日)     | 伊藤詩乃生誕祭『伊藤演~いとおしい伊藤詩乃~』                                            | 渋谷WOMB                       | |
| 9月22日(日)    | 『緊急開催！ツアー直前！アゲアゲ⤴決起集会!!!!!!!』                                      | Spotify O-Crest                | |
| 9月24日(火)    | もなかこゆソロ公演 『♡もなこが歌ってみた♡』                                             | SHIBUYA RING                   | |
| 10月6日(日)    | アンスリューム全国ツアー2024『とらべりゅーむ!!!!!!!』大阪公演                           | 大阪Yogibo META VALLEY         | |
| 10月14日(月祝) | アンスリューム全国ツアー2024『とらべりゅーむ!!!!!!!』北海道公演                         | 北海道 PLANT                   | |
| 10月30日(水)   | 『うぃんうぃんハロウィン！』                                                            | 赤羽ReNY alpha                 | |
| 11月2日(土)    | アンスリューム全国ツアー2024『とらべりゅーむ!!!!!!!』福岡公演                           | LIVE HOUSE CB                  | |
| 11月9日(土)    | アンスリューム全国ツアー2024『とらべりゅーむ!!!!!!!』名古屋公演                         | ReNY limited                   | |
| 11月20日(水)   | 『アンスぱーくっ！！！！！！！ありがとー！』                                            | duo MUSIC EXCHANGE/ WOMBLIVE   | ゲスト:AOAO/INUWASI/UtaGe!/衛星とカラテア/キングサリ/こみっきゅおん！/chuLa/Devil ANTHEM./NEO JAPONISM/ラナキュラ/アキシブproject/AdamLilith/twinpale/てぃあどろっぷ！/なんキニ！/のんふぃく！/HACK/パラディーク/himawari(船橋)/PRSMIN/ポンコツコンポ |
| 11月22日(金)   | アンスリューム全国ツアー2024 ツアーファイナル東京公演 『はばたけあんすりゅーむ!!!!!!!』 | 品川ステラボール               | |

| 2025年      | 2025年                                                                          | 2025年                     | 2025年                                                      |
| 日程        | 公演タイトル                                                                    | 場所                       | 備考                                                        |
| ----------- | ------------------------------------------------------------------------------- | -------------------------- | ----------------------------------------------------------- |
| 3月2日(日)  | アンスリューム新体制お披露目公演 『第3章がはじまるよっっ!!!!!』                 | Spotify O-WEST             | 風宮ゆめ、夜雨かぐやが当公演でお披露目。                    |
| 3月13日(木) | 紫音にーな生誕祭 『爆レスにーな爆誕祭』                                         | 下北沢シャングリラ         |                                                             |
| 3月17日(月) | アンスリュームのお誕生記念日公演 『赤羽レニーにあつまれーーっ!!!!!!!』          | 赤羽ReNY alpha             |                                                             |
| 4月5日(土)  | 『アンスぱーくっ！！！！！！！よろしくねー！』                                  | 品川インターシティーホール |                                                             |
| 4月17日(木) | 朝日奈まみ生誕祭 『ひきこ森 〜お日様より輝いてみせるンゴ〜』                    | 赤羽ReNY alpha             |                                                             |
| 5月8日(木)  | 『もなかこゆ生誕祭 〜もなことの1ページ〜』                                      | club asia                  |                                                             |
| 5月15日(木) | 「焦がせ!!アゲアゲ☆フライドポテト」リリース記念公演 『アゲアゲ☆揚げたての恋歌』 | 赤羽ReNY alpha             |                                                             |
| 6月5日(木)  | アンスリューム不定期公演 『アン der Ground -アングラリターンズ-』               | WOMBLIVE                   | ゲスト：キングサリ/Tohkei/PRSMIN/Malcolm Mask McLaren/YOLOZ |
| 6月19日(木) | 「ダイナマイトぺろり」リリース記念公演 『世界まるごと！食べちゃいたい！』       | 赤羽ReNY alpha             |                                                             |
| 7月8日(火)  | アンスリュームワンマンライブ 『アンスTHE流星GUN!!!!!!!』                        | Spotify O-EAST             |                                                             |
| 7月17日(木) | アンスリューム緊急単独公演 『アンス 夏、始めました。』                          | 赤羽ReNY alpha             |                                                             |
| 8月14日(木) | 『 アンスリュームと納涼祭 〜ちょっぴり恋の予感〜 』                             | Spotify O-Crest            |                                                             |
| 8月30日(土) | 伊藤詩乃生誕祭 『 詩乃ちゃん♡ファンファーレ 夏のおわりは私でしょ？ 』           | CHELSEA HOTEL              |                                                             |

## メディア出演

### ラジオ
- アンスリュームのすーぱーらじおっ!!!!!!（2023年8月 - 10月、stand.fm配信）
- アンスリュームのはいぱーらじおっ!（2023年10月 - 2024年9月、InterFM897・AuDee配信）
- 東海ラジオミッドナイトスペシャル〜金シャチ劇場〜「アイドル3」（2024年1月 - 5月、東海ラジオ）

### Twitter
- アンスリューム (@anthurium0317) - X
- ちぎら (@anthurium_chigi) - X
- もなかこゆ (@anthurium_koyu) - X
- 伊藤詩乃 (@anthurium_shino) - X
- 朝日奈まみ (@anthurium_mami) - X
- 紫音にーな (@anthurium_nina) - X
- 風宮ゆめ (@anthurium_yume) - X
- 夜雨かぐや (@anthurium_kagu8) - X

### Instagram
- ちぎら (@muteki__ita) - Instagram
- もなかこゆ (@onigiri__22) - Instagram
- 朝日奈まみ (@ma3_stagram) - Instagram
- 紫音にーな (@ni_na20051220) - Instagram
- 風宮ゆめ (@yume_m1017) - Instagram
- 夜雨かぐや (@kaguya_karaii) - Instagram